# Бочарова, Елена Михайловна
Елена Михайловна Бочарова  (род. 13 декабря 1975, Магадан, СССР) — российская оперная певица (меццо-сопрано).

## Биография
Родилась и выросла в Магадане в обычной советской семье. Занималась в хоровой студии, была солисткой хора и много выступала с сольными номерами. Первый педагог по классу вокала — Людмила Моисеева.
Летом 1993 года приехала в США, где поступила в Dominican College в калифорнийском городке Сан-Рафаэль. Но уже в январе 1994-го Елена получила возможность поступить в консерваторию Сан-Франциско. Она успешно сдала экзамены, поступила на первый курс и получила Scholarship — стипендию (грант) на оплату обучения. Педагог — Сильвия Андерсон.
Весной 1998-го Елена с отличием окончила консерваторию и стала одним из 18 участников Программы для молодых исполнителей Оперы Сан-Франциско Merola (в 1998 — более 600 претендентов со всего мира). В рамках Программы были поставлены оперы «Волшебная флейта» и «Травиата», с которой участники Merola объездили почти все штаты Америки.
С 2013 года Бочарова является солисткой Большого театра. Дебютировала ролью Кармен.

## Репертуар
| Год/Сезон | Роль | Место                                   |
| --------- | --- | --------------------------------------- |
| ?         | Гензель («Гензель и Гретель» Э. Хумпердинка) | В рамках программы Adler Fellow         |
| ?         | Эндимион («Каллисто» Ф. Кавалли) | В рамках программы Adler Fellow         |
| ?         | Дорабелла («Так поступают все женщины» Вольфганга Моцарта) | В рамках программы Adler Fellow         |
| 1998-1999 | Флосхильда («Золото Рейна», «Гибель богов» Р. Вагнера) | Опера Сан-Франциско                     |
| 1999-2000 | Бригадир («Луиза») | Опера Сан-Франциско                     |
| 1999-2000 | Алиса («Лючия ди Ламмермур») | Опера Сан-Франциско                     |
| 1999-2000 | Второй оруженосец («Парсифаль») | Опера Сан-Франциско                     |
| 1999-2000 | Маргарет, соседка Мари («Воццек» А. Берга) | Опера Сан-Франциско                     |
| 2000-2001 | Дуняша («Царская невеста», Н. Римский-Корсаков) | Опера Сан-Франциско                     |
| 2001-2002 | Графиня Чепрано («Риголетто») | Опера Сан-Франциско                     |
| ?         | Дорабелла («Так поступают все женщины» Вольфганга Моцарта) | Опера Сан-Франциско                     |
| ?         | Князь Орловский («Летучая мышь» Иоганна Штрауса) | Опера Сан-Франциско                     |
| ?         | Дидона («Дидона и Эней» Генри Пёрселла) | Опера Сан-Франциско                     |
| ?         | Князь Орловский («Летучая мышь» Иоганна Штрауса) | Сцены Сан-Франциско/Калифорнии          |
| ?         | Дидона («Дидона и Эней» Генри Пёрселла) | Сцены Сан-Франциско/Калифорнии          |
| ?         | Керубино («Свадьба Фигаро», В. А.Моцарта) | Сцены Сан-Франциско/Калифорнии          |
| ?         | Мадам Флора («Медиум» Д. К.Менотти) | Сцены Сан-Франциско/Калифорнии          |
| 2006      | Сузуки («Мадам Баттерфляй» Дж. Пуччини) | Опера Омахи                             |
| 2007      | Далила («Самсон и Далила» Камиль Сен-Санс) | Опера Дейтона                           |
| 2008      | Амнерис («Аида» Джузеппе Верди) | Савонлиннском фестиваль, Опера Каролины |
| 2009      | Амнерис («Аида» Джузеппе Верди) | Опера Миннесоты                         |
| 2009      | Реквием (Джузеппе Верди) | Филармонический оркестр Бергена         |
| 2010      | Принцесса Буйонская («Адриенна Лекуврер» Франческо Чилеа) | Театр Комунале во Флоренции             |
| 2010      | Азучена («Трубадур» Дж. Верди) | Музыкальный фестиваль в Макао (Китай)   |
| 2011      | Реквием (Джузеппе Верди) | Триест                                  |
| 2011      | Далила («Самсон и Далила» К. Сен-Санса) | Триест                                  |
| 2011      | Марина Мнишек («Борис Годунов» Модест Мусоргский) | Опера Далласа                           |
| 2011      | Концертное исполнение оперы «Самсон и Далила» Камиля Сен-Санса с Национальным оркестром Капитолия Тулузы | Тулуза, Зал Плейель в Париже            |
| 2012      | Амнерис («Аида» Дж. Верди) | Эдмонтонская опера (Канада)             |
| 2012      | Сантуццы («Сельская честь» Пьетро Масканьи) | Музыкальный фестиваль в Мумбаи (Индия)  |
| 2013      | Лаура («Джоконда» Амилькаре Понкьелли) | Парижская национальная опера            |
| 2013      | Амнерис («Аида» Дж. Верди, концертная версия) с Филармоническим оркестром Варшавы |                                         |
| 2013      | Кармен («Кармен») | Большой театр                           |
| 2013      | Эболи («Дон Карлос» Дж. Верди, дирижер Роберт Тревиньо, режиссер Эдриан Ноубл). Музыкальный обозреватель Александр Курмачёв критически оценил эту роль, как «непередаваемо беспомощную» и «не оставившую камня на камне от [моих] представлений о допустимом уровне академического вокала». | Большой театр                           |
| 2014      | Сантуццы («Сельская честь» Пьетро Масканьи, дирижер Туган Сохиев) | Театр Капитолия Тулузы                  |